# Szlak Czirokezów

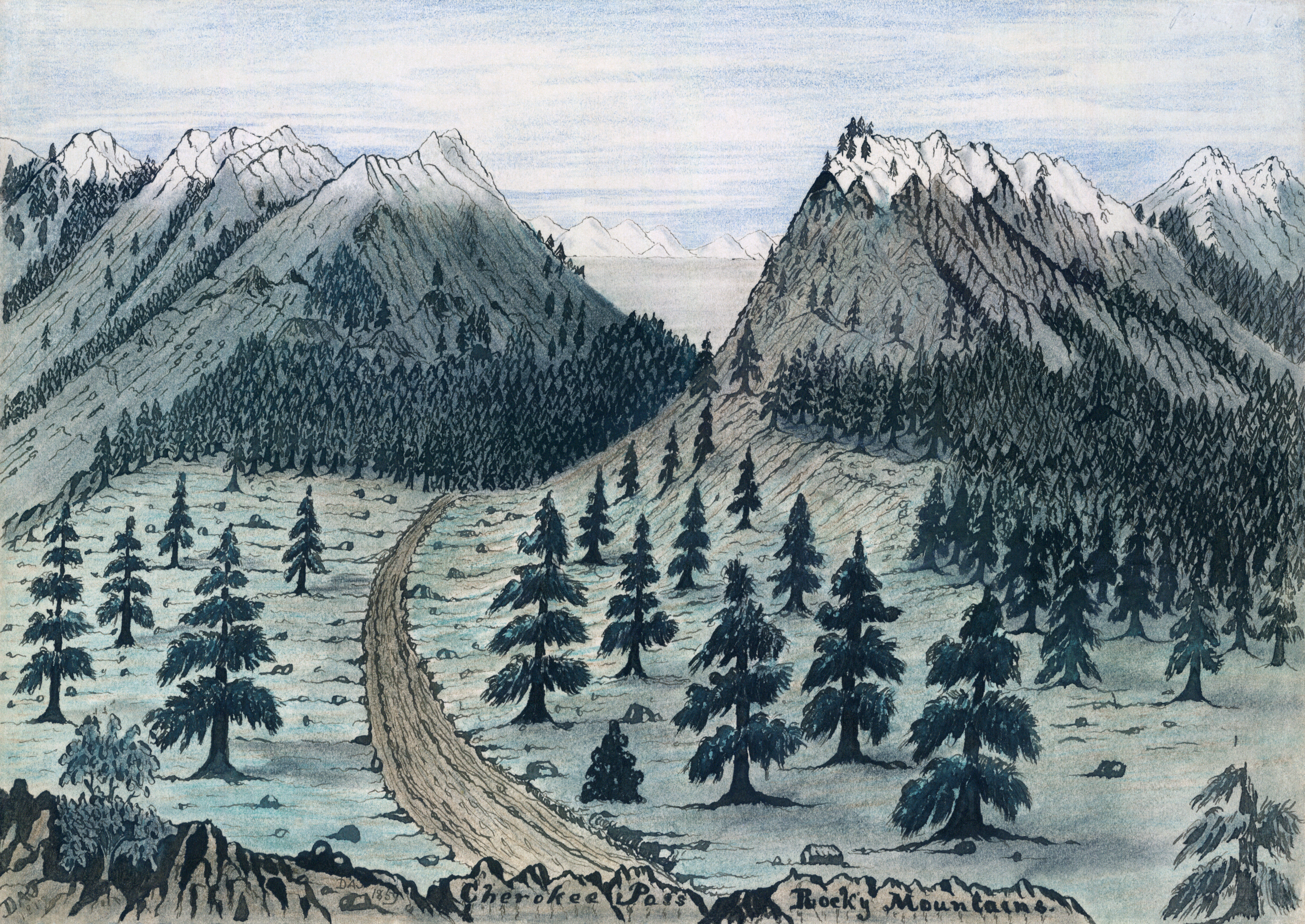
Szlak Czirokezów w pobliżu Fort Collins w Kolorado

Szlak Czirokezów (ang. Cherokee Trail, zwany także szlakiem traperskim) był amerykańskim traktem lądowym, wiodącym przez dzisiejsze stany Oklahoma, Kansas, Kolorado i Wyoming, wykorzystywanym od lat czterdziestych do dziewięćdziesiątych XIX wieku. Został wyznaczony w roku 1849 przez "wagon train" poszukujący drogi do złotodajnych terenów w Kalifornii. Nazwa szlaku pochodzi od grupy Indian z plemienia Czirokezów będących uczestnikami tej wyprawy.

## Przebieg szlaku
Szlak rozpoczynał się nad brzegiem rzeki Grand w Oklahomie, w pobliżu dzisiejszej miejscowości Salina, skąd zdążał na północny zachód, by połączyć się z szlakiem Santa Fe w obecnym McPherson w stanie Kansas. stamtąd, jako Szlak Santa Fe biegł na zachód, by u stóp pasma Front Range Gór Skalistych skręcić na północ poprzez wododział rzek Arkansas/Platte, a następnie podążyć wzdłuż Cherry Creek ku dolinie rzeki Platte Południowa. Pierwotny szlak z roku 1849 biegł wschodnim brzegiem Platte Południowej do dzisiejszego Greeley, gdzie skręcał na zachód ku Laporte. Z Laporte, już jako droga jezdna, szlak zmierzał na północ do Laramie w południowo-wschodnim Wyoming. Następnie, ominąwszy łukiem pasmo górskie Medicine Bow i przekroczywszy rzekę Platte Północna, znów skręcał na zachód i – biegnąc wzdłuż dzisiejszej drogi międzystanowej nr 80 – łączył się ze szlakami oregońskim i mormońskim.

## Rys historyczny
W roku 1849 porucznik Abraham Buford, wiozący pocztę z Santa Fe na wschód, skręcił w McPherson w Kansas na południe wkraczając na właśnie wytyczony nowy szlak i dotarł do Fortu Gibson w Oklahomie, a następnie innym szlakiem do pobliskiego Fort Smith w Arkansas. Od roku 1850 slak był powszechnie wykorzystywany przez poszukiwaczy złota, osadników, poganiaczy stad bydła, jak również przez Czirokezów.
W tymże 1850 roku uczestnicy jednej z karawan wozów odkryli złoto w potoku Ralston, który jest dopływem Clear Creek na północ od dzisiejszego Denver. Wieść o odkryciu doprowadziła do wyprawy w roku 1858 i kolejnej gorączki złota w 1959.
W latach sześćdziesiątych XIX wieky część szlaku czirokezów od północnego Kolorado do Fortu Bridger w Wyoming została włączona do szlaku lądowego i używana jako droga dla dyliżansów utrzymujących komunikację pomiędzy Kansas a Salt Lake City w stanie Utah.
Wzdłuż szlaku grasował rabuś i koniokrad L.H. Musgrove.